# Hohenbuehelia panelloides
Hohenbuehelia panelloides är en svampart som beskrevs av Høil. 1982. Hohenbuehelia panelloides ingår i släktet Hohenbuehelia och familjen musslingar.   Inga underarter finns listade i Catalogue of Life.